# Фенцін
24°35′51″ пн. ш. 99°54′47″ сх. д. / 24.59739° пн. ш. 99.91316° сх. д.
Фенцін (кит. 凤庆县, пін. Fèngqìng Xiàn) — один із повітів КНР у складі префектури Ліньцан, провінція Юньнань. Адміністративний центр — містечко Феншань.

## Географія
Фенцін розташовується на висоті близько 1570 метрів над рівнем моря на заході Юньнань-Гуйчжоуського плато, лежить на річці Меконг.

### Клімат
Повіт знаходиться у зоні, котра характеризується океанічним кліматом субтропічних нагір'їв. Найтепліший місяць — червень із середньою температурою 21,3 °C. Найхолодніший місяць — січень, із середньою температурою 10,7 °С.
| Клімат повіту Фенцін    | Клімат повіту Фенцін | Клімат повіту Фенцін | Клімат повіту Фенцін | Клімат повіту Фенцін | Клімат повіту Фенцін | Клімат повіту Фенцін | Клімат повіту Фенцін | Клімат повіту Фенцін | Клімат повіту Фенцін | Клімат повіту Фенцін | Клімат повіту Фенцін | Клімат повіту Фенцін | Клімат повіту Фенцін |
| Показник                | Січ.                 | Лют.                 | Бер.                 | Квіт.                | Трав.                | Черв.                | Лип.                 | Серп.                | Вер.                 | Жовт.                | Лист.                | Груд.                | Рік                  |
| Середній максимум, °C   | 18,2                 | 19,7                 | 22,8                 | 25                   | 25,8                 | 25,7                 | 25,2                 | 26                   | 25,1                 | 23,4                 | 20,6                 | 18,2                 | 23                   |
| Середня температура, °C | 10,7                 | 12,4                 | 15,4                 | 18                   | 20,2                 | 21,3                 | 21                   | 21,1                 | 19,9                 | 17,7                 | 13,8                 | 10,8                 | 16,9                 |
| Середній мінімум, °C    | 5,4                  | 6,9                  | 9,6                  | 12,7                 | 16                   | 18,5                 | 18,5                 | 18,1                 | 16,9                 | 14,4                 | 9,7                  | 6,2                  | 12,7                 |
| Норма опадів, мм        | 27.5                 | 44.3                 | 41.4                 | 67.6                 | 134.6                | 209.9                | 246.8                | 199.4                | 176                  | 142.5                | 56.8                 | 19.8                 | 1366.6               |
| Вологість повітря, %    | 66                   | 60                   | 56                   | 61                   | 69                   | 80                   | 86                   | 84                   | 84                   | 82                   | 78                   | 74                   | 73.3                 |
| ----------------------- | -------------------- | -------------------- | -------------------- | -------------------- | -------------------- | -------------------- | -------------------- | -------------------- | -------------------- | -------------------- | -------------------- | -------------------- | -------------------- |
| Джерело: data.cma.cn    |                      |                      |                      |                      |                      |                      |                      |                      |                      |                      |                      |                      |                      |